# بينج شاوزيونغ
بينج شاوزيونغ (بالصينية: 彭绍雄) (27 مايو 1989 بغوانزو في الصين - ) هو لاعب كرة قدم صيني في مركز الوسط. لعب مع غوانغجو إفرغراند تاوباو وMeizhou Hakka F.C. ‏ وWindsor Arch Ka I ‏ وShaanxi Wuzhou F.C. ‏.

## وصلات خارجية
- بينج شاوزيونغ على موقع قاعدة بيانات كرة القدم.إي يو (الإنجليزية)
- بينج شاوزيونغ على موقع اللجنة الأولمبية الصينية (الإنجليزية)